# エミール・レピシエ
エミール・ レピシエ（Emile-Jean Lépissier，1826年12月6日 - 1874年10月21日）は、明治時代前期に大学南校で天文学を最初に教えたフランス人のお雇い外国人教師。天文学における初期の明治近代化に間接的に貢献した。

## 経歴
1826年12月6日にパリで生まれた。パリ大学で文学士号を取得し、1854年パリ天文台に計算手として就職、彗星・小惑星の軌道計算などを行い、後に助教授格に昇任した。海王星の発見で知られたユルバン・ルヴェリエ台長のもとで働いたが、やがてルヴェリエからの酷いいじめに会い退職、北京の同文館学校にフランス語教師として赴任した。しかし、語学教育以外の研究活動を認めない校長と対立して1870年に上海に移動、「プログレ」（Le Progrès）と題したフランス語の週間新聞を発刊する。
その後、1872年1月1日に家族と共に横浜に上陸、2月から正式に大学南校（東京大学の前身）で代数・幾何学を教授し始めた。3月には明治天皇に西洋天文学を御進講している。1873年（明治6年）夏に富士登山をして気圧計で標高を測定し、12月には明治政府に対し近代的天文台設立の建議を行った。
1874年（明治7年）2月からは「天文学教場」の教授として学生に天文学も教え始めた。ところが、5月頃から急に原因不明の病気で休講、6月にはついに辞職してフランスに帰国を余儀なくされた。同年10月21日にパリで死去した。このようにレピシエの人生は不運続きだったが、レピシエの建議に基づいて1878年に東京大学理科大学に観象台の建設が実現したこと、天文学科目の編成と講義内容など、日本の初期の天文学教育における近代化の点でレピシエの貢献は重要である。

## 著作
- エミール・レピシエ、『1873年フランス語版 天文暦便覧』[4]。